# (5202) Charleseliot
(5202) Charleseliot – planetoida z pasa głównego planetoid.

## Odkrycie i nazwa
Została odkryta 5 grudnia 1983 roku przez Antonína Mrkosa w obserwatorium Kleť. Nazwa pochodzi od Charlesa Eliota (ur. 1834, zm. 1926) – amerykańskiego chemika i 21. prezydenta Uniwersytetu Harvarda (1869–1909). Przed nadaniem nazwy planetoida nosiła oznaczenie tymczasowe 1983 XX.

## Orbita
(5202) Charleseliot obiega Słońce w średniej odległości 2,40 j.a. w czasie 3 lat i 262 dni.